# 下斯特納瓦
49°7′58″N 23°39′17″E / 49.13278°N 23.65472°E
下斯特納瓦（烏克蘭語：Нижня Стинава），是烏克蘭的村落，位於該國西部利沃夫州，由斯特雷區赫拉博韋茨-杜利貝市鎮負責管轄，處於斯特納夫卡河畔，始建於1382年，面積1.92平方公里，海拔高度369米，2001年人口1,172。